# 下西里西亚
下西里西亚位于西里西亚地区的西北部，东南与上西里西亚相邻。
中世纪时期，下西里西亚是波兰皮雅斯特王朝的一部分，是当时波兰的重要区域之一，其首府弗罗茨瓦夫也是当时的波兰王国的主要城市。在波兰分裂时期，当时的上西里西亚成立了奥波莱公国和拉西博兹公国，剩余的区域即被认为是下西里西亚，“下西里西亚”的概念即于此时期出现。在东向移民运动期间，大批德意志人移居此地，使得该地的主体民族从波兰人变为德意志人，直到1945年。
中世纪晚期，该地区的宗主权改归波西米亚王室，但大部分地区仍由出身于皮雅斯特家族的当地波兰公爵治理，其中一些公爵领地延续到了16至17世纪。1526年，哈布斯堡君主国获得该地区的宗主权。
1742年，奥地利根据《柏林条约》，将下西里西亚大部分地区割让给普鲁士王国。普鲁士王国在此地设置西里西亚省。1871年，随着德意志统一，下西里西亚成为新生的德意志帝国的一部分。一战后，这一地区成为魏玛共和国的一个省份。
二战后，原普鲁士西里西亚省的大部分地区改隶属于波兰人民共和国，奥得河－尼斯河线以西的一小部分地区则成为东德的一部分，而当初未被割让给普鲁士的地区则继续归属捷克斯洛伐克。截至1949年，战前居住于此的德意志人均被驱逐。
下西里西亚以各种风格的历史建筑闻名于世，包括许多城堡和宫殿、保存完好或重建的老城区、众多的温泉小镇，以及历代波兰君主及其配偶的墓地。